# Mont Adstock
Le mont Adstock est une montagne au Québec, dans la région Chaudière-Appalaches près de Thetford Mines.

## Géographie

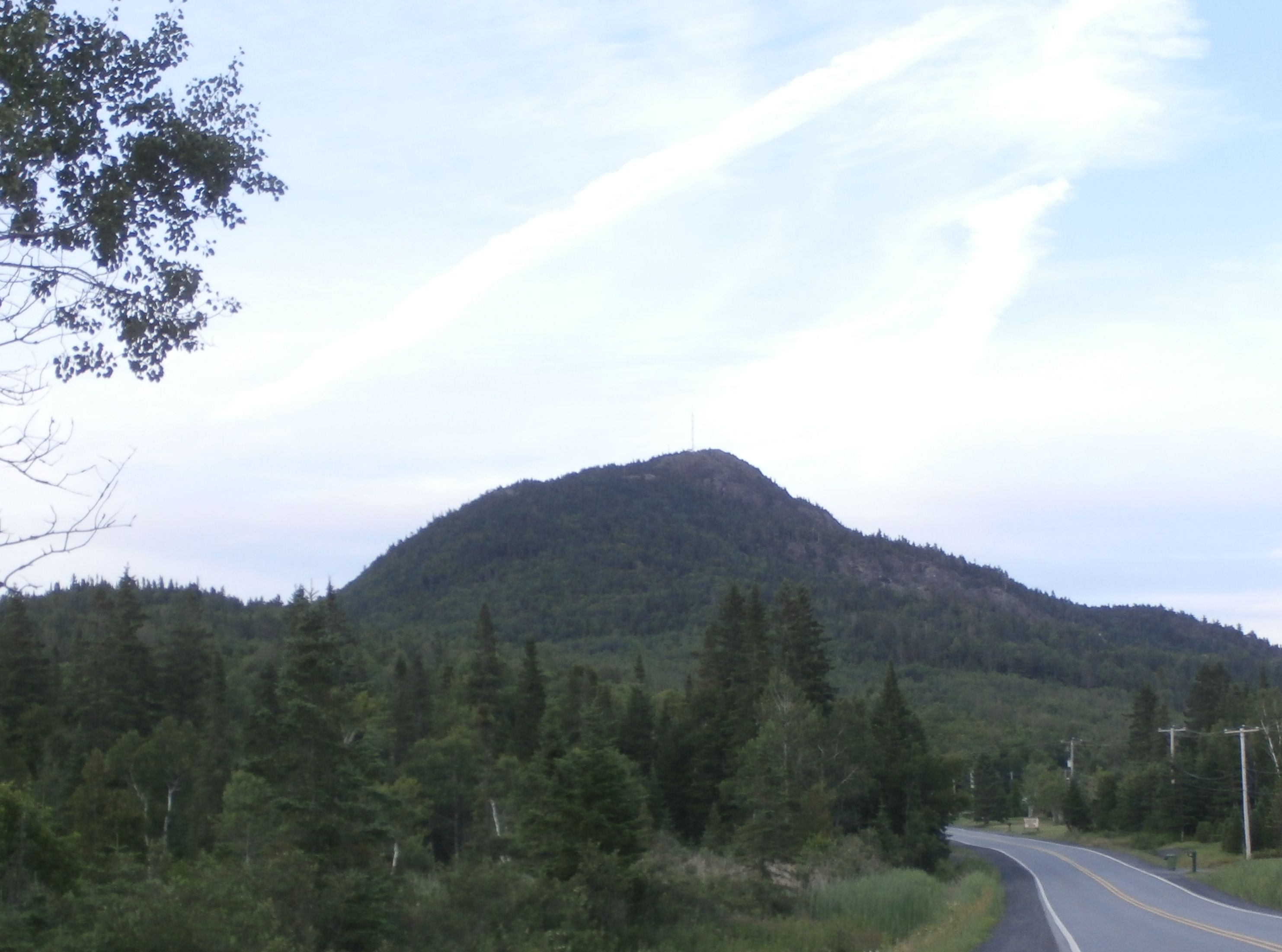
Vue du mont Adstock depuis la route 267 vers l'est.

Le mont Adstock a une altitude de 712 m ; il est l'un des sommets d'une formation rocheuse qui s'étend depuis l'État du Vermont vers le nord-est, au Québec. Le mont Adstock se trouve dans la partie nord-ouest du canton d'Adstock, voisin du lac à la Truite, au sud-est de Thetford Mines. La montagne domine aussi le Grand lac Saint-François situé à quelques kilomètres au sud.

## Activités
Le mont Adstock est un endroit où peuvent se pratiquer les sports de glisse tels que le ski alpin, le ski de fond, la randonnée alpine, la planche à neige ainsi que la luge.
Plusieurs événements festifs ont également lieu au mont Adstock chaque année.